# Kajaani
Kajaani (svédül Kajana) város Finnország északi részén található, mintegy 38 000 lakossal. A Kajaaninjoki folyó partja mentén terül el, amely északnyugati irányba Oulujärvihoz torkollik.
Kajaani az Oulu tartományban található és a Kainuu táj centruma.

## Történelem
Kajaanit 1651-ben, mint sok más finn várost is Per Brahe, svéd kormányzó alapította. Akkoriban nagy jelentőséggel bírt a kátránnyal való kereskedés.

## Gazdaság
A város gazdasága napjainkban a fa- és papíriparra támaszkodik.
Kajaani repülőtere a várostól 8 km-re északra található.

## Látnivaló
A város nevezetességei a piactéren álló fából készült városháza, a Linnasaari folyószigeten található Kajaaninlinna várrom (17. sz.), valamint az 1896-ban épült templom. Kajaani közelében található a Voukatti síközpont is.

## Híres emberek
- Itt született Kustaa Karjalainen (1871–1919) finn nyelvész, a hanti nyelv kutatója.

## Partnervárosok
- Nyíregyháza, Magyarország